# Pompstok

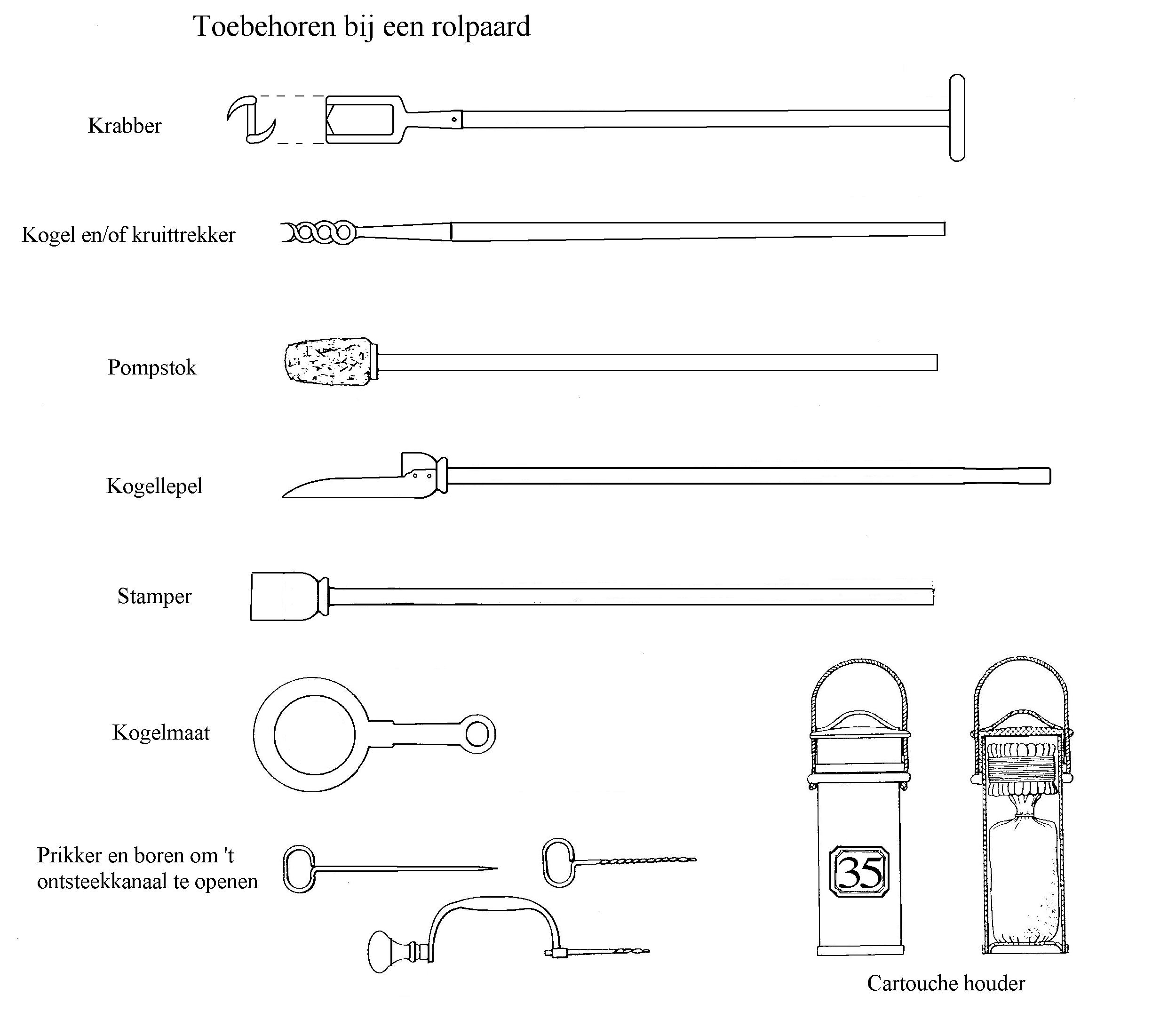
Toebehoren voor een voorlader: krabber, kogel- en/of kruittrekker, pompstok, kogellepel, stamper, kogelmaat, prikker (priem) en boor om het ontsteekkanaal te openen, en cartouchehouders.

Een pompstok is een stuk gereedschap dat dient om de binnenzijde van de loop van een vuurwapen schoon te maken.
Bij handvuurwapens is een pompstok meestal niet meer dan een metalen staaf met een handvat aan één uiteinde en een oog of langwerpige opening aan het andere uiteinde. De lengte van de pompstok is langer dan de loop van het vuurwapen waar het bij behoort, zodat, als een stuk textiel door het ene uiteinde wordt geregen, deze door de loop gevoerd kan worden en daarmee de binnenzijde van de loop kan worden gereinigd of kan worden ingevet.
Het oog of langwerpige opening is niet altijd een vast onderdeel van de pompstok. Vaak is een einde van de pompstok voorzien van schroefdraad, teneinde diverse hulpstukken, zoals borstels (van staaldraad, koperdraad of haren) naar verkiezing te kunnen gebruiken.
Tegenwoordig wordt er niet meer "gepompt" met een pompstok. De naam is overgebleven uit de tijd van het buskruit en corrosieve slaghoedjes. Toen was het nodig om met water, zeepsop en dergelijke al pompend de loop te reinigen.
Een alternatief voor de pompstok is een doorhaalkoord; een touwtje van voldoende lengte waaraan een oog zit om een lapje door te halen.

## Wisser voor kanon

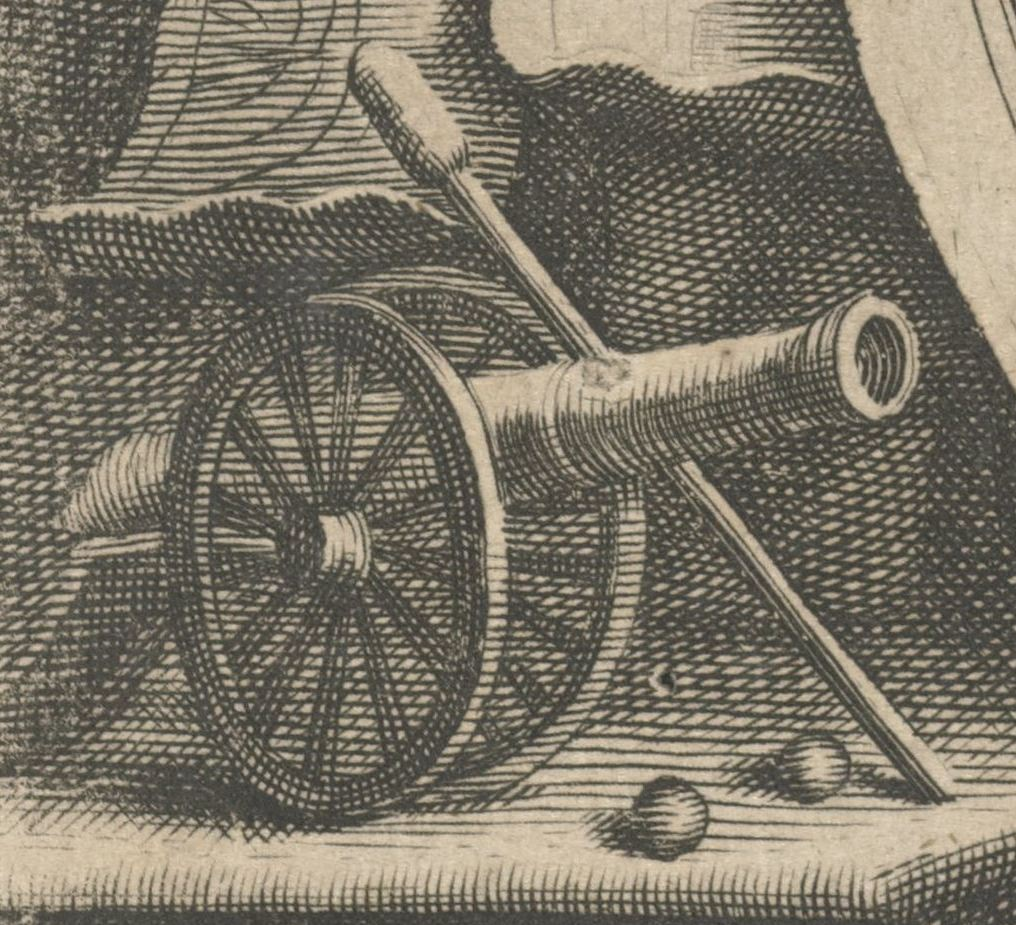
Een kanon met kogels en wisser, titelpagina door Reinier van Persijn van C.M. Anhaltin, Slot en sleutel van de groote zee-vaert met een uytschrijvinge van Oost en West, Amsterdam, 1659.

Bij ouderwets geschut, de zogenaamde voorladers, waren (op een pompstok lijkende) wissers in gebruik. Deze waren van hout en voorzien van een kop met katoen omsponnen. Hier werd na ieder schot de loop gereinigd en de wisser als laatste gebruikt. De reden is dat de kruitlading en de kardoes nooit geheel verdwenen waren na een schot.